# ハーシェミー・ラフサンジャーニー
アクバル・ハーシェミー・ラフサンジャーニー（ペルシア語: اکبر هاشمی رفسنجانی Akbar Hāshemī Rafsanjānī [ækˈbæɾ hɒːʃeˈmiː ɾæfsændʒɒːˈniː] ( 音声ファイル)、1934年8月25日 - 2017年1月8日）は、イランの政治家。大統領（第4代）などを歴任。日本のマスコミなどでは長音記号を排しハシェミ・ラフサンジャニと表記されることが多い。

## 経歴

### 王政時代
イラン南東部のケルマーン州バフラマーン出身。父のミールザー・アリーは、ウラマーであり、イランでも有数の農業主でもあった。
1948年、生家を離れ、シーア派の聖地ゴム市に赴き、ルーホッラー・ホメイニーに師事した。
1950年代初め、ラフサンジャーニーは、 シャー体制との闘争に初めて入った。当時、彼は、国家の独立の強化を主張したモサッデグ博士の熱狂的支持者だった。クーデタによりモサッデグ政権が倒れ、ラフサンジャーニーは当局のブラック・リストに入る。
1960年代、モハンマド・レザー・パフラヴィー体制は、経済状態が悪化し、政治的危機が増大する中、「白色革命」と呼ばれる社会・経済改革の実施に着手した。改革の中にはウラマーの権限を侵すものもあり、ホメイニーはゴムで蜂起したが鎮圧された。蜂起の組織者は国外追放され、ラフサンジャーニーを含むホメイニーの弟子達は投獄された。ラフサンジャーニーはその後もさらに4回逮捕されている。
この時期、19世紀に西洋的近代化を唱えたガージャール朝の政治家アミール・キャビールの思想に共鳴し、彼の伝記を書いている。また、革命までの数年間、欧米や日本を訪問した。広島市の平和記念資料館のノートにラフサンジャーニーと思われる記名がある。旅行中、ヤーセル・アラファートとも会見したことが当局に明らかになり、再び投獄された。

### イラン・イスラム革命
1979年のイラン・イスラム革命後、ラフサンジャーニーは内務相に任命された。この時期、イスラム革命指導者に対するテロ行為が頻繁に起きたが、彼は空手で暴漢を撃退したという噂が広まり、人気の上昇につながった。一連のテロ事件により当時の大統領アリー・ハーメネイーが負傷し、ラフサンジャーニーは、ハーメネイーのテヘラン金曜礼拝導師の座を占めることとなった。テヘラン金曜礼拝での説教は大統領職にあるものがウラマーである場合、大統領が行うものであり、政府公式声明の意味を持った。このためテヘラン大学で講義され、新聞紙に必ず掲載され、テレビおよびラジオで放送される。特にこの職務によりラフサンジャーニーは、ホメイニーに次ぐ立場を獲得することができた。
1980年、ラフサンジャーニーは、マジュリス（議会）議長の席を占めた。彼は、議会をホメイニーの側近グループに次ぐ権力機関に変え、内閣の組閣と首相の任命の際の決定権を収めることができた。
1988年5月に行われた第3期議会選挙において、ラフサンジャーニーは、議会に支持者を大量に送り込み、立場を強化した。弟のマフムードは外務省近東部長となり、モハンマドは代議員に当選、テレビ・ラジオ放送局長になった。また、従兄弟のホセイン・ハーシェミーは、乾燥果物生産者・輸出業者協会を率いた。さらにもう1人の親戚は、代議員となり、内務省でポストを得た。

### イラン・イラク戦争
イラクとの開戦時、ラフサンジャーニーは、国防最高会議におけるホメイニーの私的代理人であり、のちに軍最高司令官となった。
1988年2月、公益判別会議設置の発議者となった。この会議には、大統領アリー・ハーメネイー、最高裁判所所長アルダビーリー、ホメイニーの息子アフマドら、穏健派かつラフサンジャーニーの支持者が入った。新組織は、国家安全保障問題の最高顧問の役割を担った。
1988年7月18日、ホメイニーは、イラクとの停戦を受け入れたが、これにはラフサンジャーニーの説得が大きく作用したと言われる。彼は、正規軍への平衡力としてイスラム革命防衛隊を組織したが、同時に彼らを押さえ込むこともできた。

### 大統領
1989年7月28日、ラフサンジャーニーは大統領に選出された。投票総数の95％を集め、イランで最も影響力のある政治家であることを証明した。周囲からは穏健派の現実主義者と考えられており、就任後、この路線を実践に移した。
外政では西側との関係改善のため、アメリカ合衆国との関係正常化が不可欠と考え、対米融和路線を取った。また、女性の権利拡大も推進、革命初期には禁止されていた音楽や映画の自由も拡大した。しかしながら、対米融和路線や社会的自由化は、当然保守派の反感を招き、また経済状態も期待されたほど改善しなかったことから、一般国民の不満も増大した。
1993年、大統領に再選された。1997年8月、連続3期目を禁じる憲法上の規定に従い、大統領の座をモハンマド・ハータミーに譲った。

### 大統領退任後
2005年の大統領選挙に出馬したが、マフムード・アフマディーネジャードに敗れた。
2009年の大統領選挙では、改革派のミール・ホセイン・ムーサヴィー候補を支援したと報道された。2009年6月3日、保守強硬派で現職のマフムード・アフマディーネジャード大統領と改革派のムーサヴィー元首相の間で行われた直接討論会において、アフマディーネジャード大統領はムーサヴィー批判の中で「彼の背後には、ラフサンジャーニーがいる」と指摘し、ラフサンジャーニーとその親族、側近らの「腐敗」を名指しして非難。「彼らは手ぶらで来て、大金持ちになった。ムーサヴィー氏が勝てば、その特権主義が継承される」と語った。ラフサンジャーニーとその親族、側近らの腐敗は国民の間でささやかれてきたという。
2013年の大統領選挙に、2013年5月11日に立候補を届け出たが、監督者評議会の事前審査で失格となった。
2017年1月8日、心臓発作によりテヘラン市内の病院で死去。82歳没。

## 人物
妻帯、2男3女を有する。良き家庭人との評判がある。ラフサンジャーニーの資金源は、農場からの収入と不動産である。
長男のモフセン・ラフサンジャーニーはテヘラン・メトロの代表であったが、アフマディーネジャード政権が政治的動機で国会で承認されたテヘラン・メトロの予算を執行しなかったとして、2011年3月4日に同職を辞任した。
次男のメフディー・ラフサンジャーニーは2009年以降イギリスで暮らしているが、反政府活動を行ったとして逮捕状が出されている。
次女のファーエゼ・ハーシェミー・ラフサンジャーニーは改革派の政治家として知られる。